# Internacionales de Nogales
Los Internacionales de Nogales es un equipo de béisbol que participa en la Liga Norte de Sonora con sede en Nogales, Sonora, México.

## Historia
Los Internacionales de Nogales fue un equipo sonorense que regresó para la temporada 2012 de la LNS.
Obtuvieron el campeonato en 1947, 1965 y 1969.
Debido a problemas económicos el club dejó de nueva cuenta la liga antes del inicio de la temporada 2014.
Obtuvo de nueva cuenta el campeonato de la Liga Norte de Sonora en el año 2023, barriendo en la serie final 4-0 a los Rockies de Puerto Peñasco.

## Jugadores

### Roster actual
Por definir.